# Sarıgazi, Kandıra
Sarıgazi là một xã thuộc huyện Kandıra, tỉnh Kocaeli, Thổ Nhĩ Kỳ. Dân số thời điểm năm 2010 là 210 người.